# Caesalpinia violacea
Caesalpinia violacea är en ärtväxtart som först beskrevs av Philip Miller, och fick sitt nu gällande namn av Paul Carpenter Standley. Caesalpinia violacea ingår i släktet Caesalpinia och familjen ärtväxter. Inga underarter finns listade i Catalogue of Life.